# Luís Filipe Vieira
Pour les articles homonymes, voir Vieira.
Luís Filipe Pedro Ferreira Vieira Freitas Janelas Dos Santos, dit Luís Felipe Vieira, né le 22 juin 1949 à Lisbonne, est un homme d'affaires portugais.
Il a été élu 33e président du Benfica Lisbonne en 2003 et réélu successivement jusqu'en 2021, faisant de lui le président ayant eu le mandat le plus long à la tête du club lisboète.

## Biographie

### Présidence du Benfica Lisbonne (2003-2021)
En 2001, l’homme d’affaires intègre la structure du Benfica Lisbonne comme responsable de la cellule football professionnel. Parallèlement, il est élu président du Futebol Clube de Alverca, au début des années 2000. Le club est alors une filiale du Benfica mais coulera sous les dettes.
En 2003, il est élu 33e président des Aigles pour la première fois puis est réélu en 2006, 2009 et 2012.
Sous son règne, le Benfica remporte 7 Liga, (2005, 2010, 2014, 2015, 2016, 2017 et 2019), 3Coupes du Portugal (2005, 2014 et 2017), 4 Supercoupes du Portugal (2005, 2015, 2017 et 2019), ainsi que 6 Coupes de la Ligue du Portugal (2009, 2010, 2011, 2012, 2014 et 2015).

### Démission de la présidence du Benfica Lisbonne en 2021
Arrêté et placé en garde à vue début juillet 2021 dans le cadre d'une enquête pour des faits d'escroquerie et de fraude fiscale, il annonce quitter provisoirement ses fonctions. Quelques jours plus tard, il annonce officiellement sa démission et quitte la tête du Benfica Lisbonne après 18 ans de présidence.